# Mnesarete fuscibasis
Mnesarete fuscibasis là loài chuồn chuồn trong họ Calopterygidae. Loài này được Calvert mô tả khoa học đầu tiên năm 1909.